# Biserica reformată din Malin

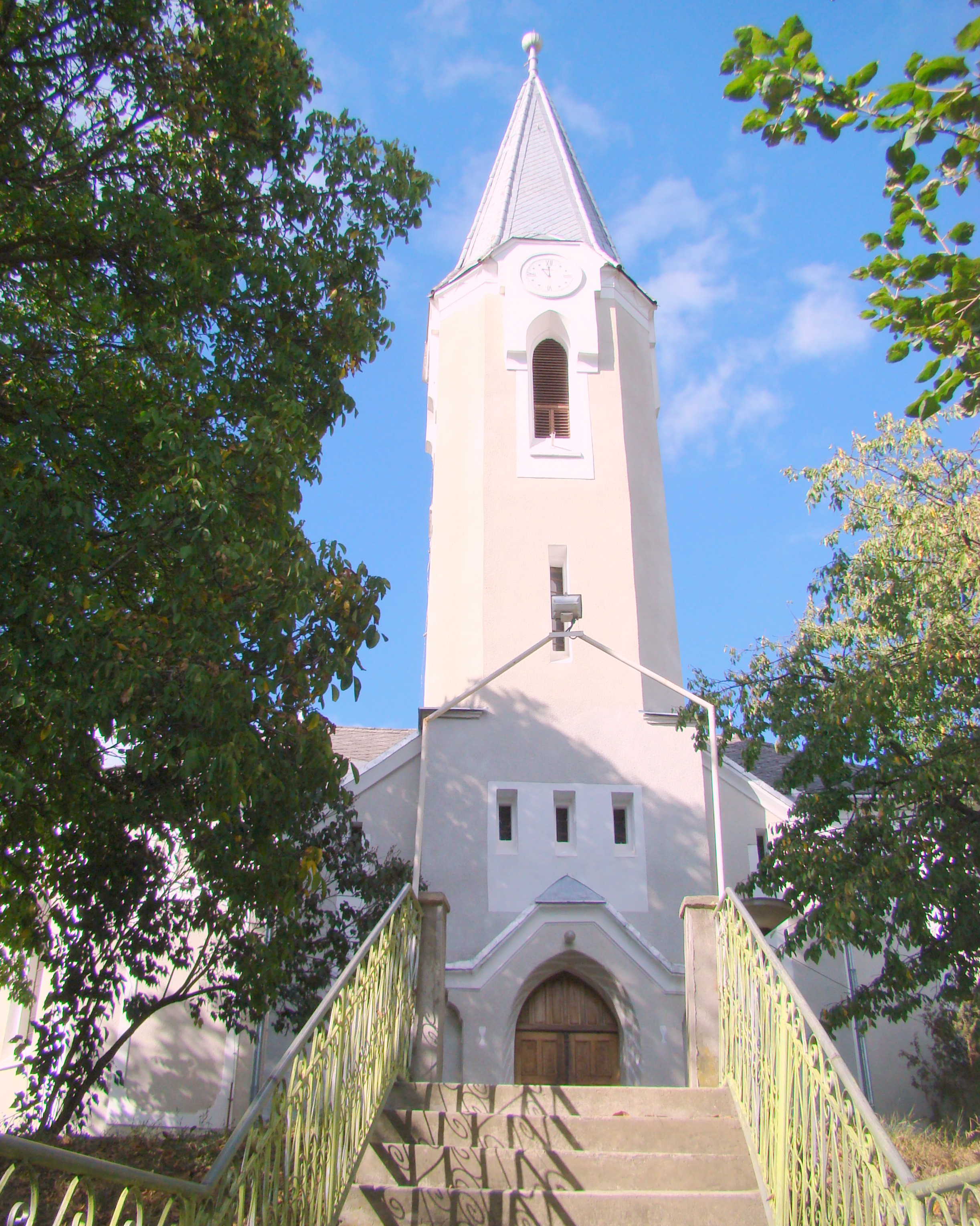
Biserica reformată din Malin, comuna Nușeni, județul Bistrița-Năsăud, foto: septembrie 2012.

Biserica reformată din Malin, comuna Nușeni, județul Bistrița-Năsăud, datează din anul 1912. Biserica se află pe noua listă a monumentelor istorice sub codul LMI:  BN-II-m-B-01674. 

## Localitatea
Malin (în maghiară Almásmálom, Málom) este un sat în comuna Nușeni din județul Bistrița-Năsăud, Transilvania, România. Satul este atestat documentar în anul 1305 sub numele Malom. Până în secolul al XVI-lea a aparținut familiei nobiliare maghiare Bethlen
.

## Biserica
În 1408 avea un preot catolic și o biserică gotică din piatră. În timpul reformei protestante locuitorii maghiari trec la Calvinism. În 1643, biserica din piatră era încă intactă. A primit un tavan casetat în anul 1682, pe care se afla și stema familiei Bethlen. Actuala biserică a înlocuit-o pe cea veche între anii 1912-1913.

## Imagini din exterior

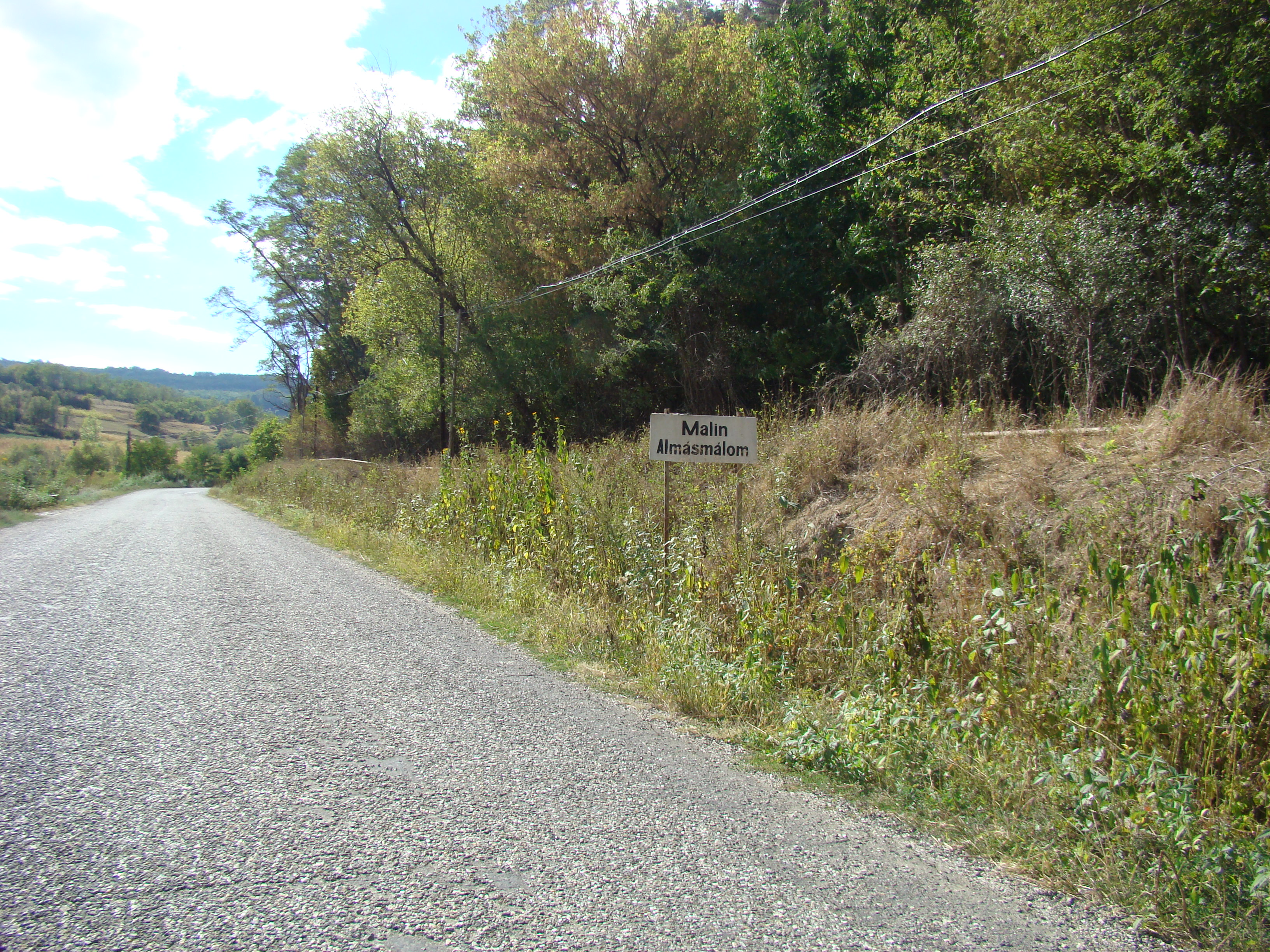
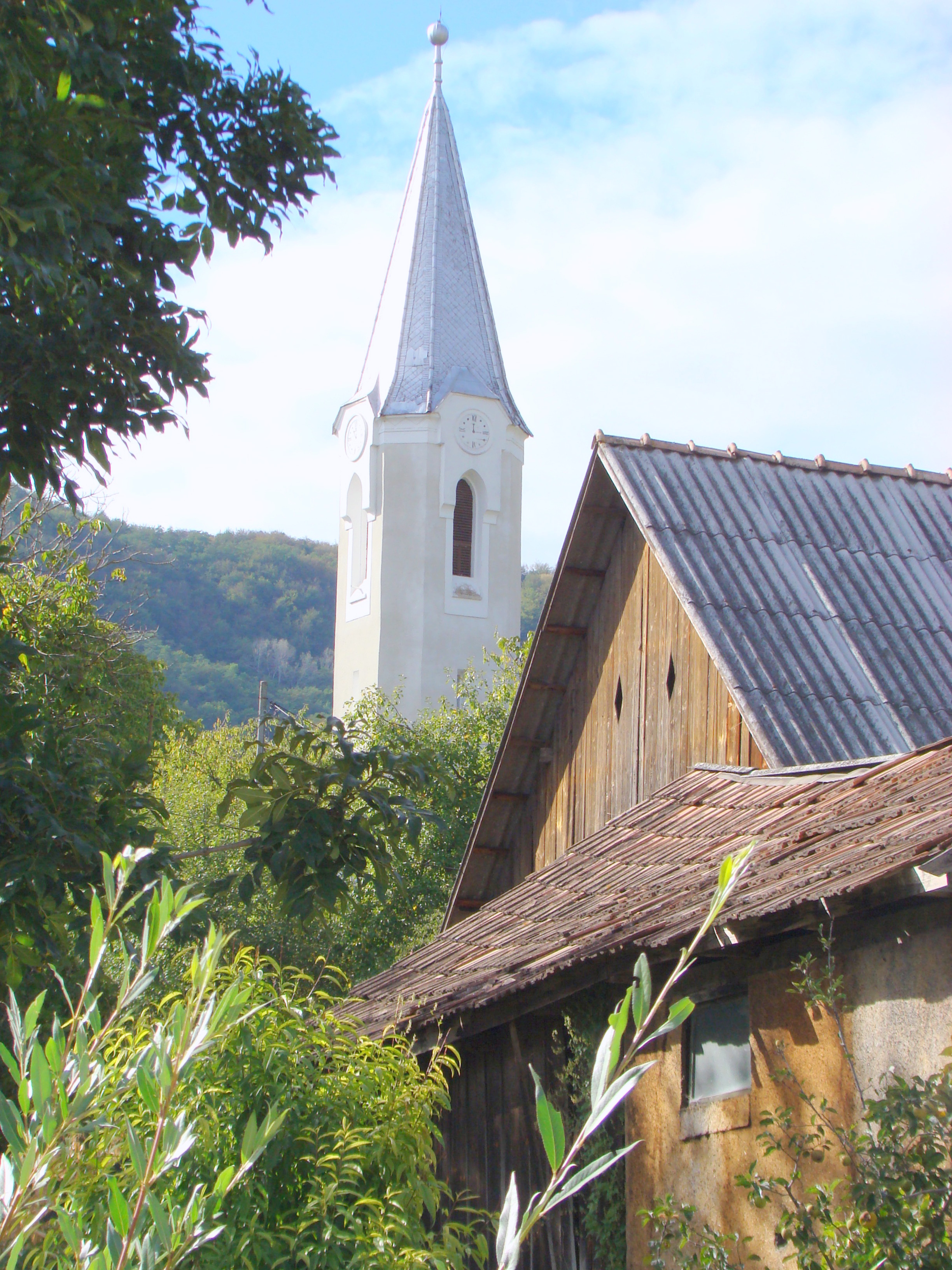
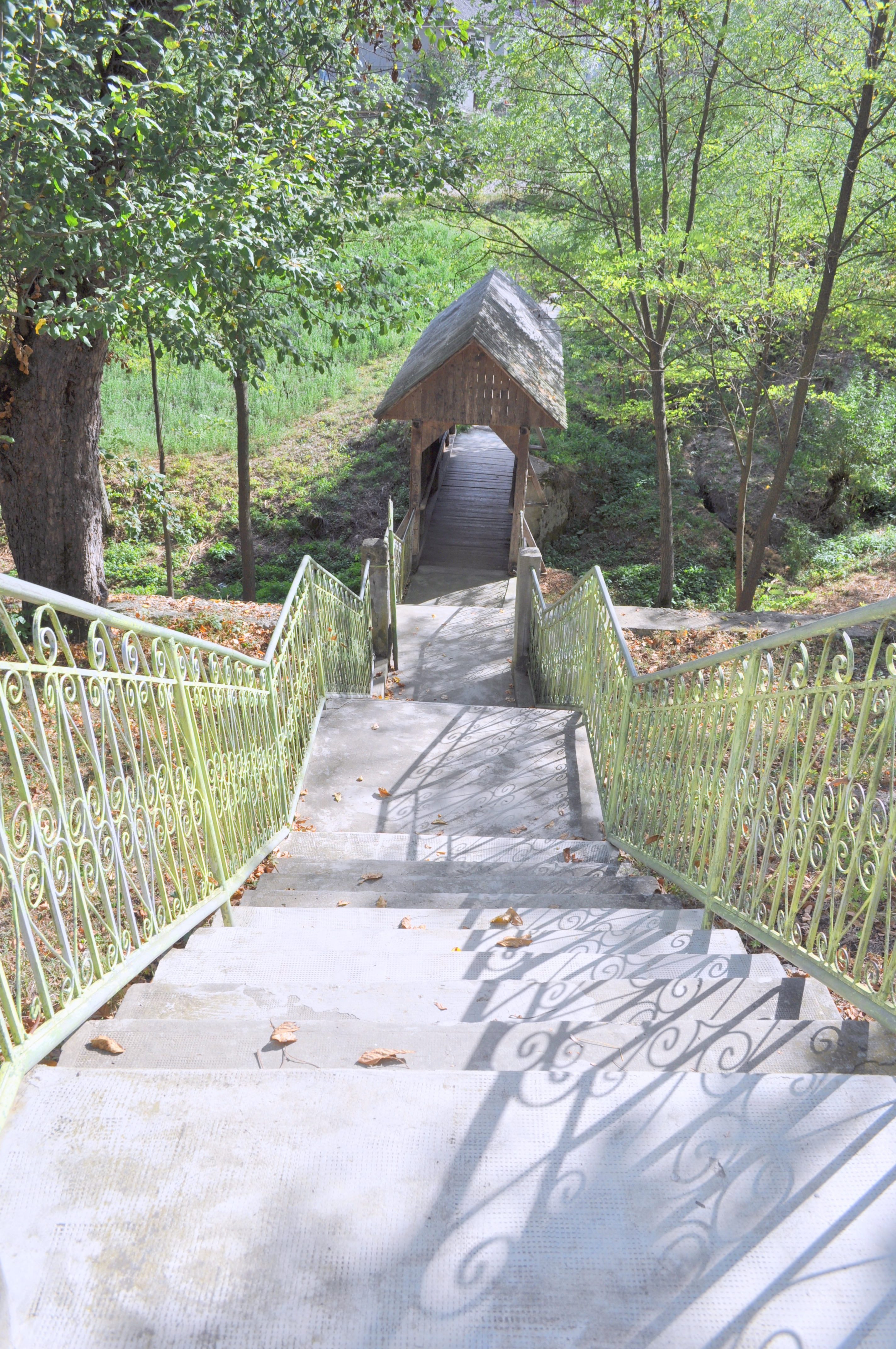
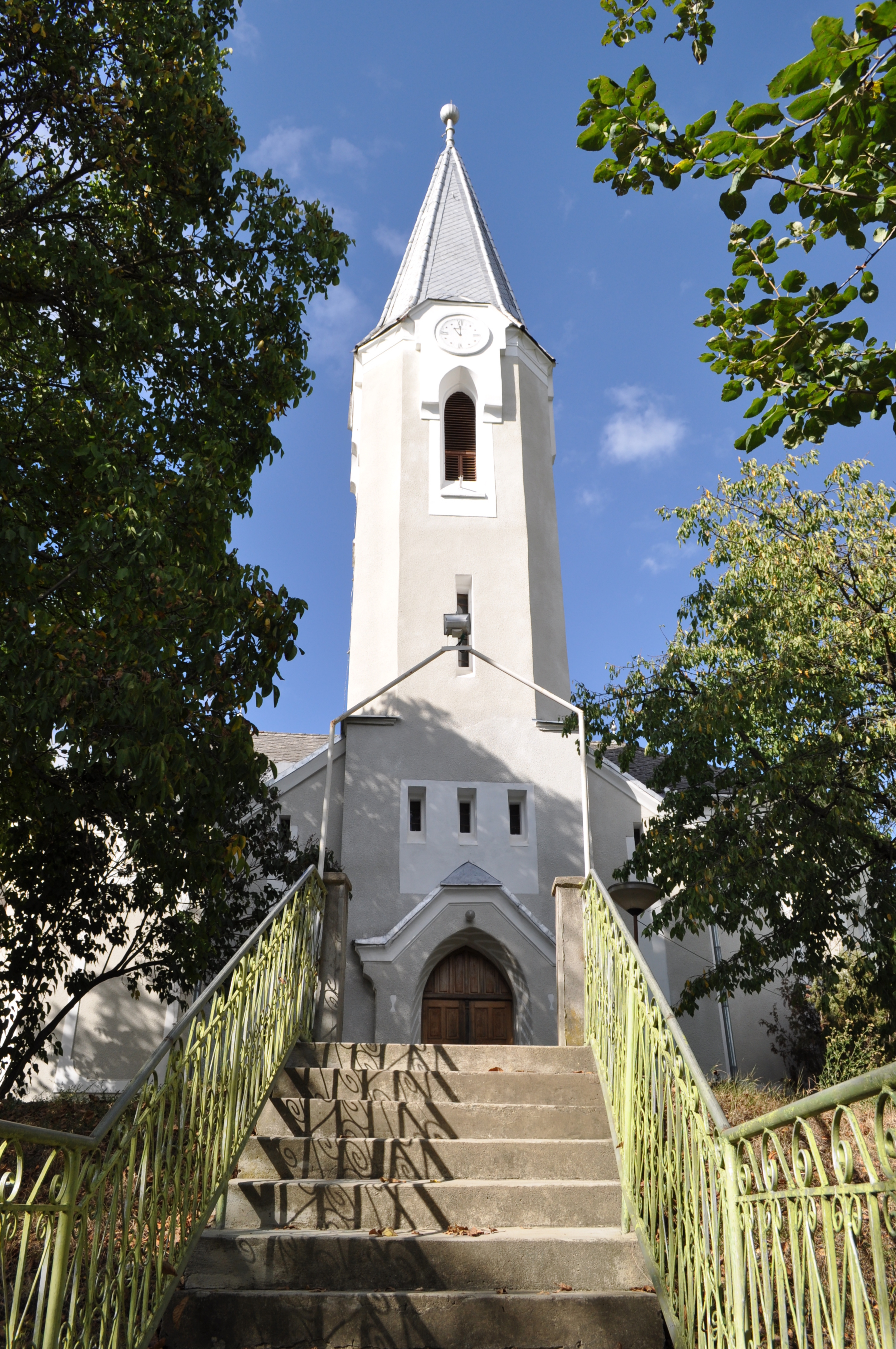
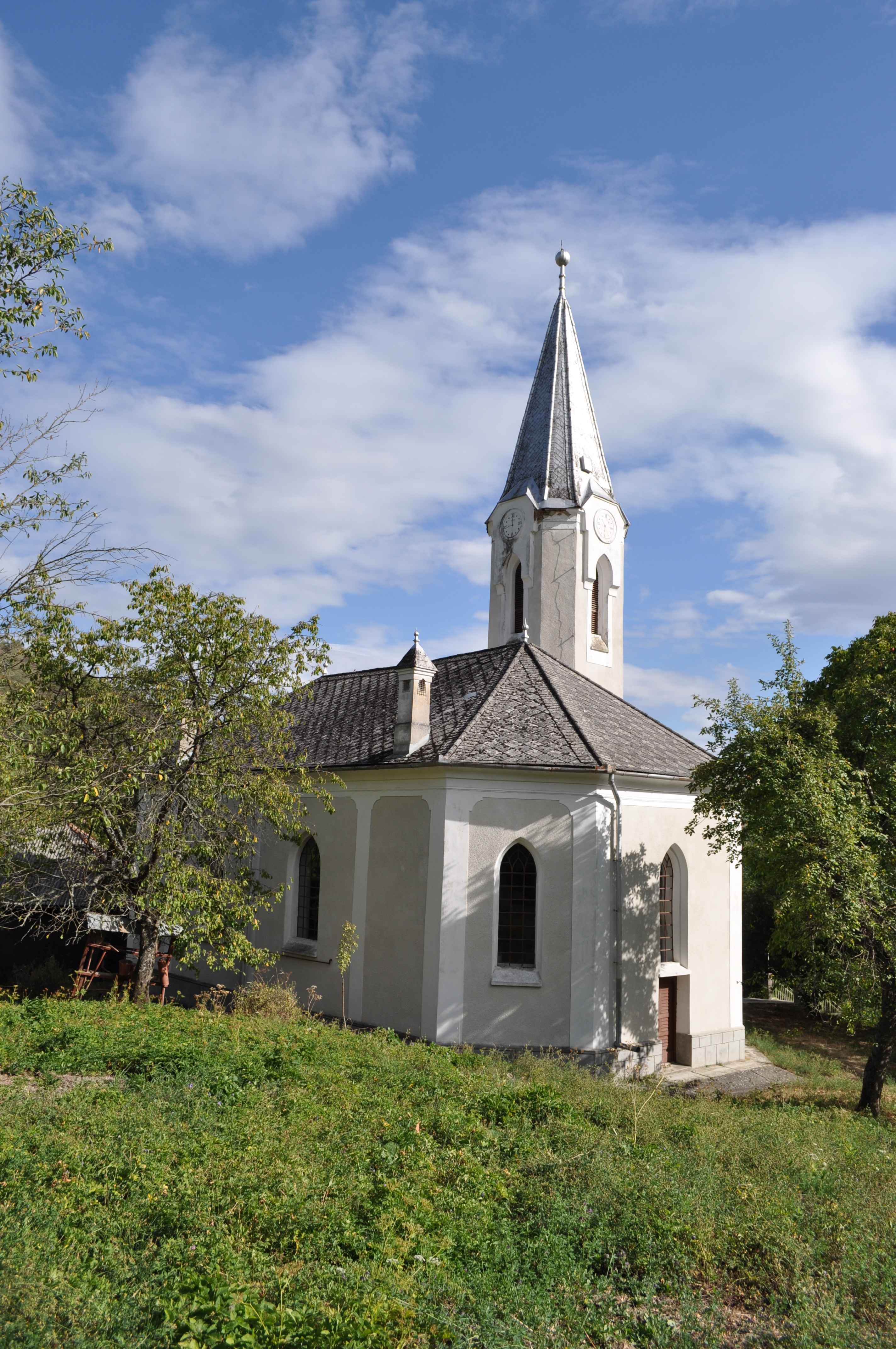
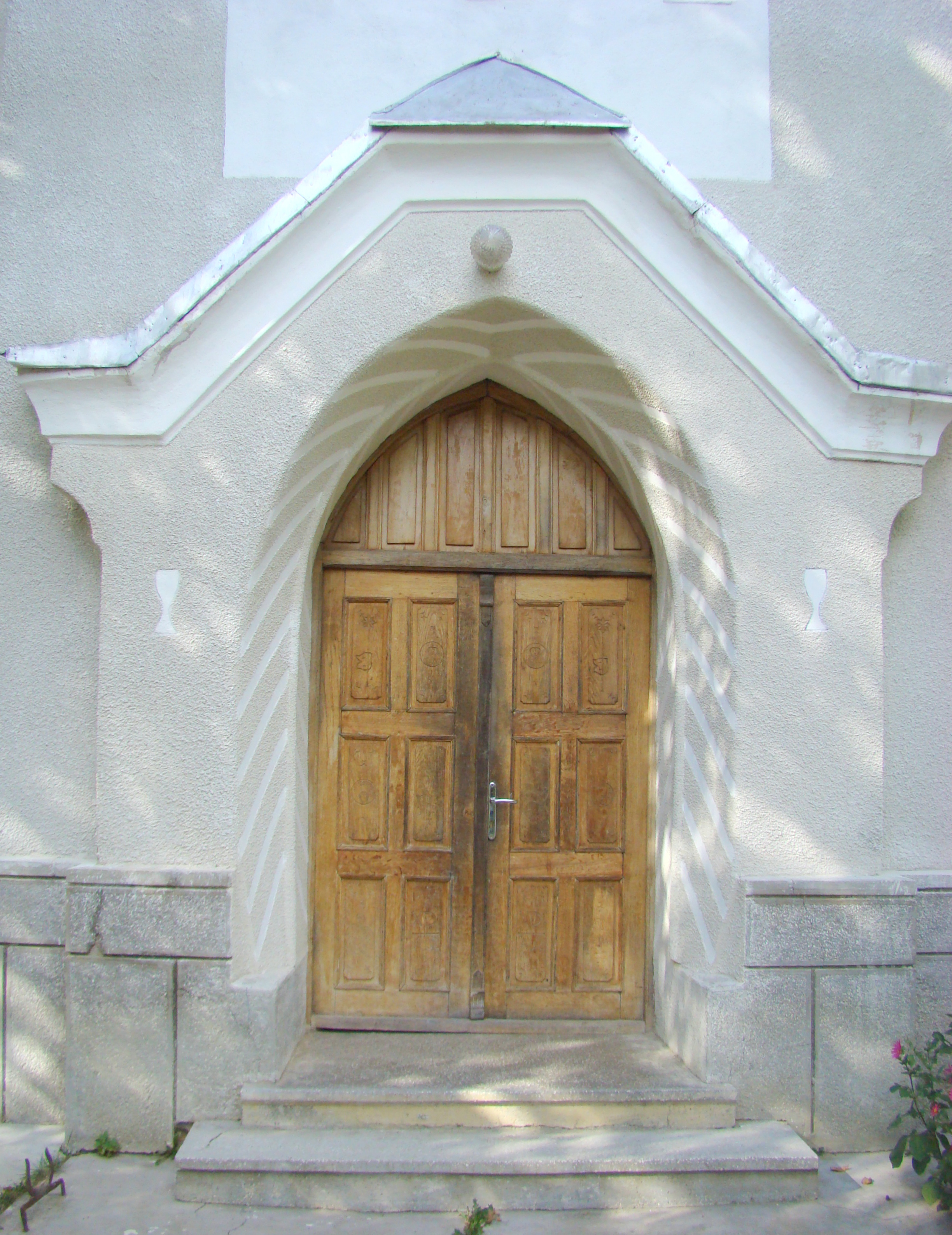
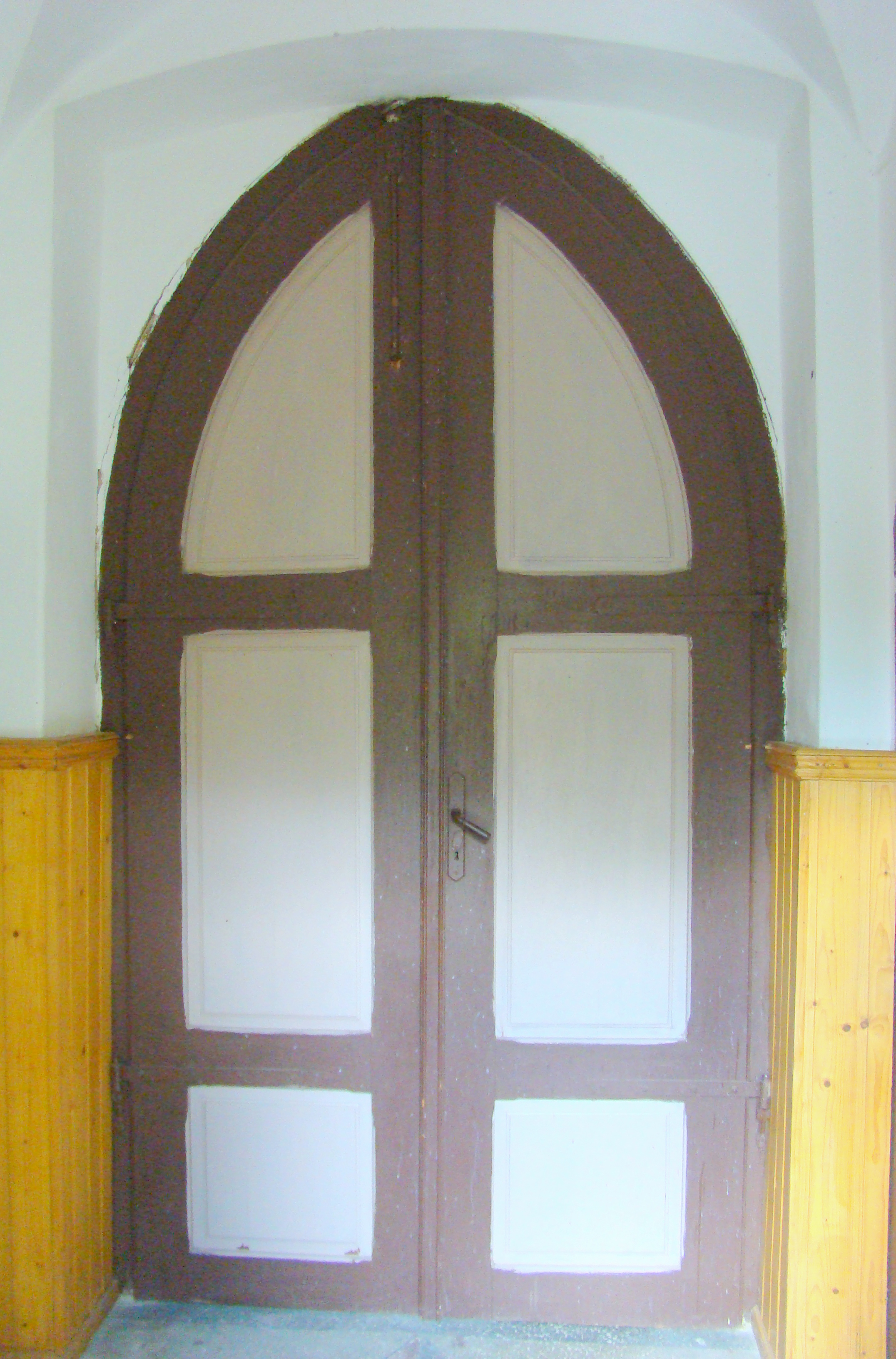

## Imagini din interior

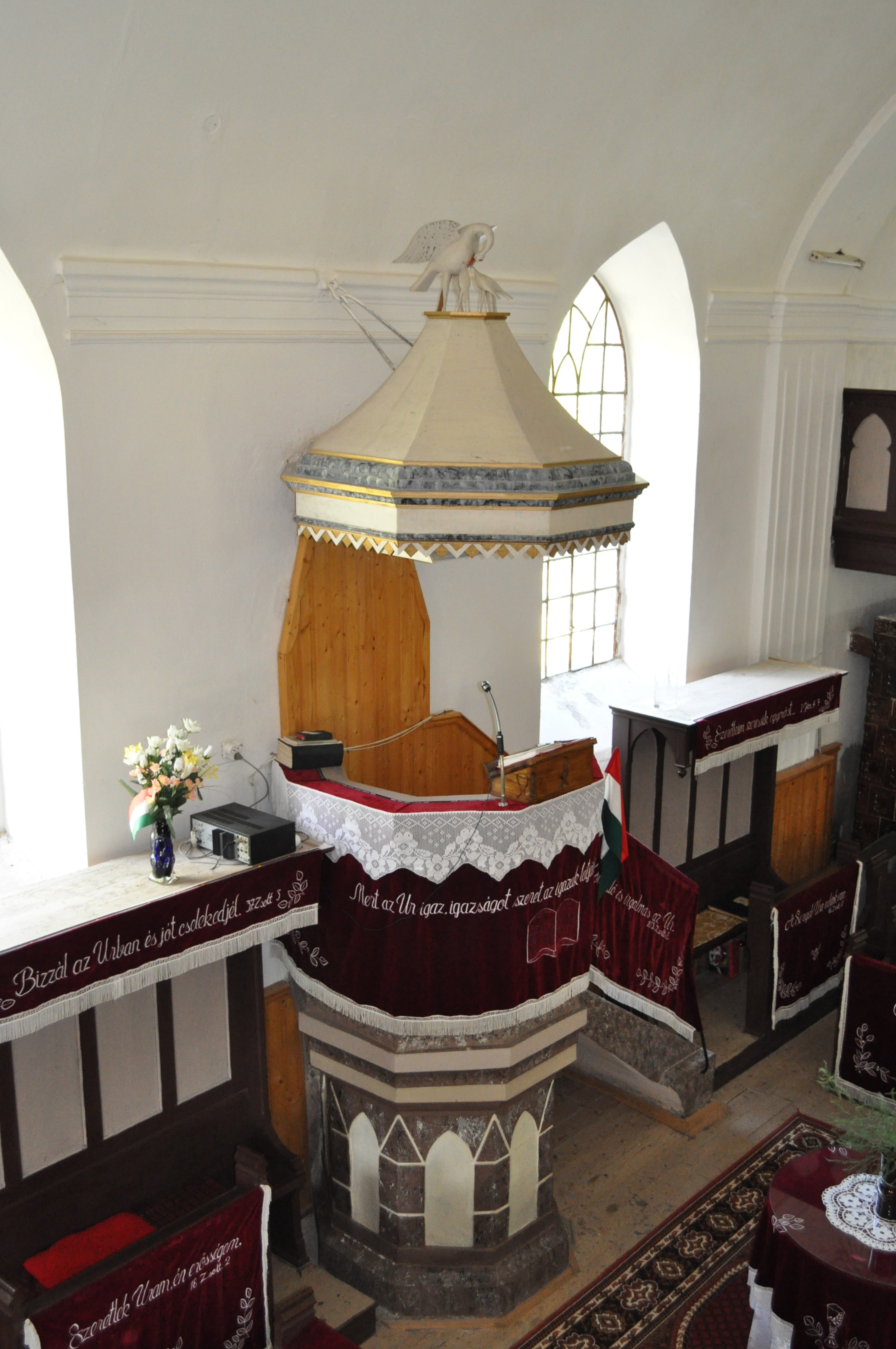
Amvonul
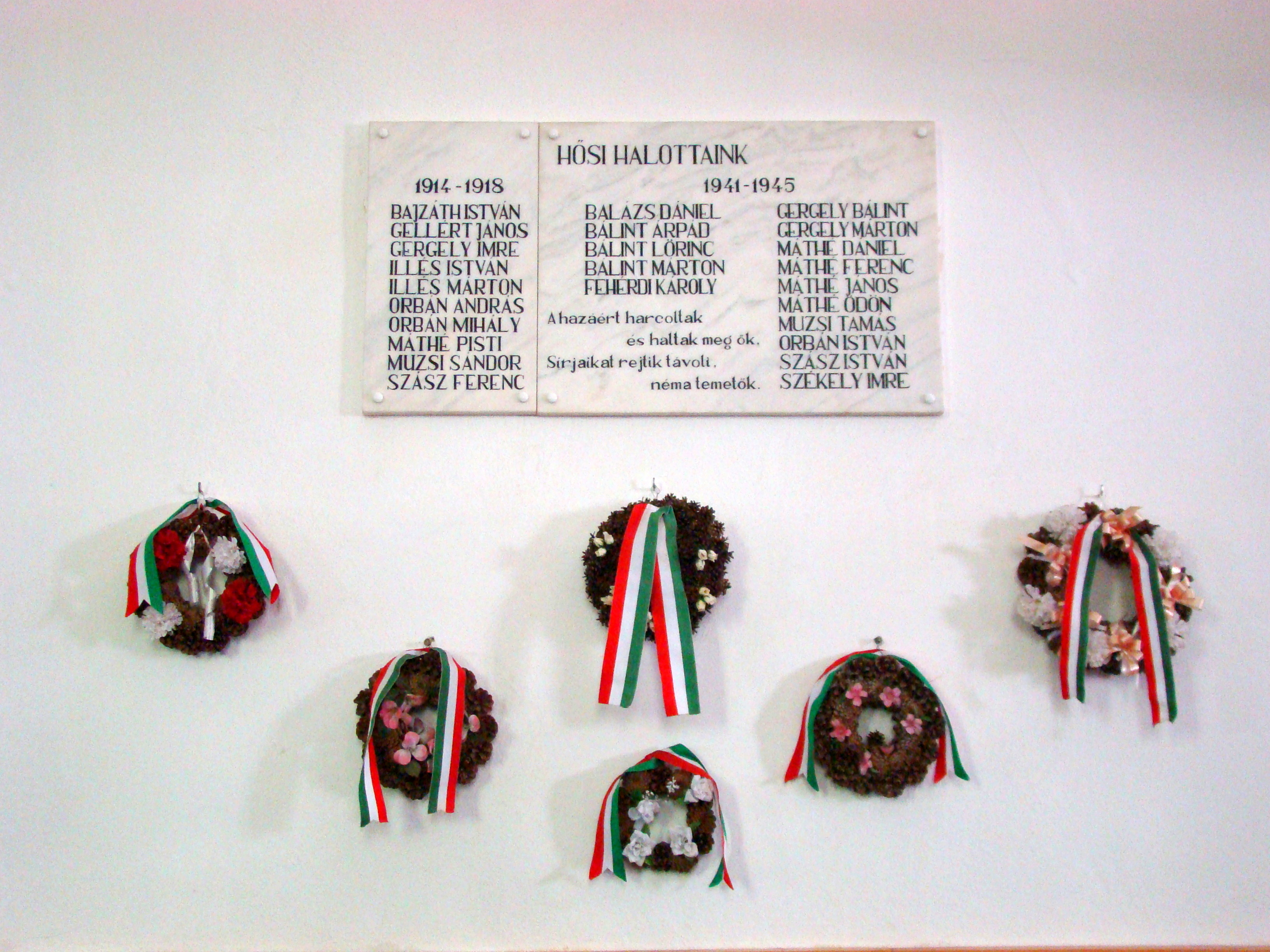
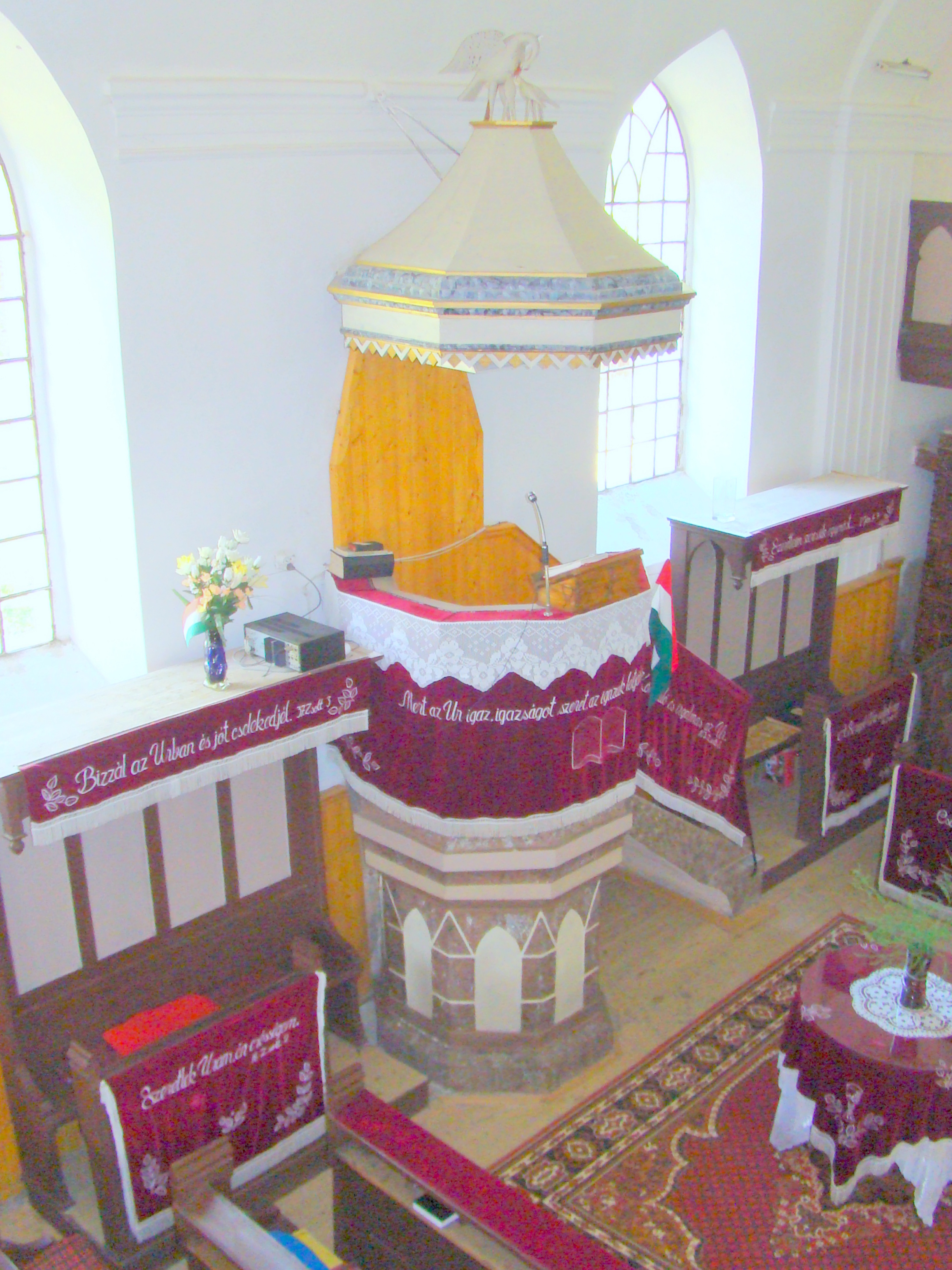
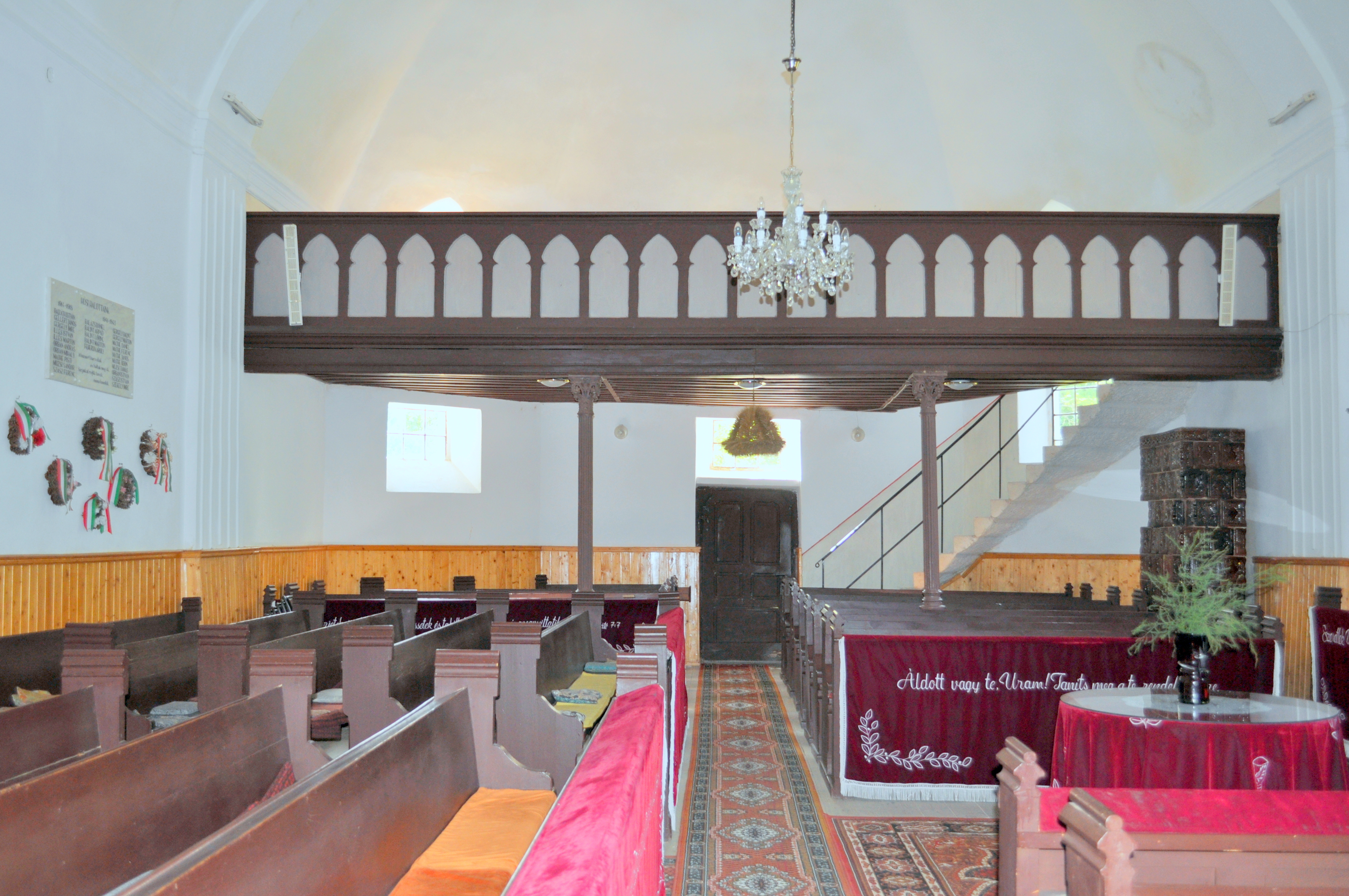
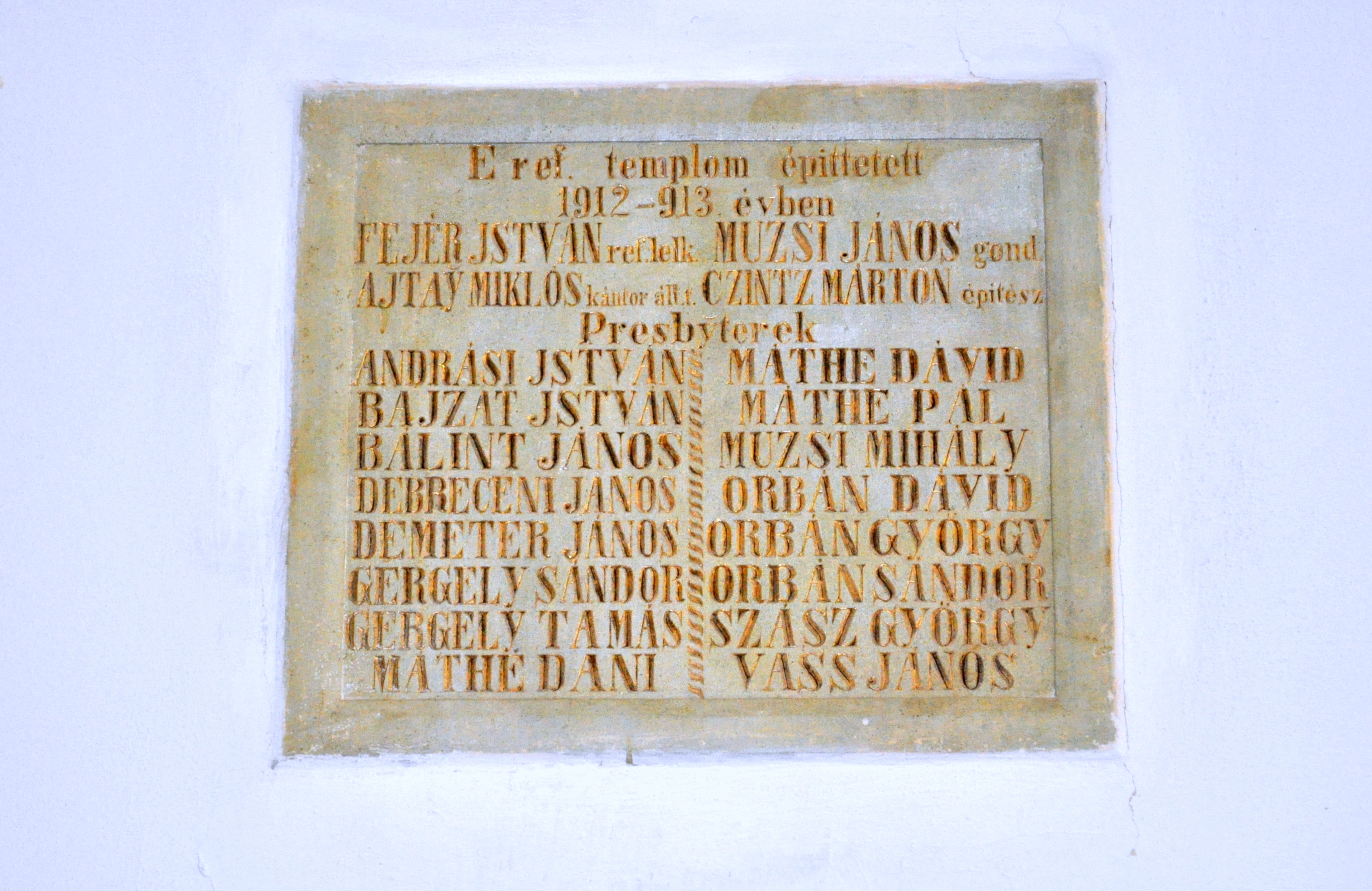
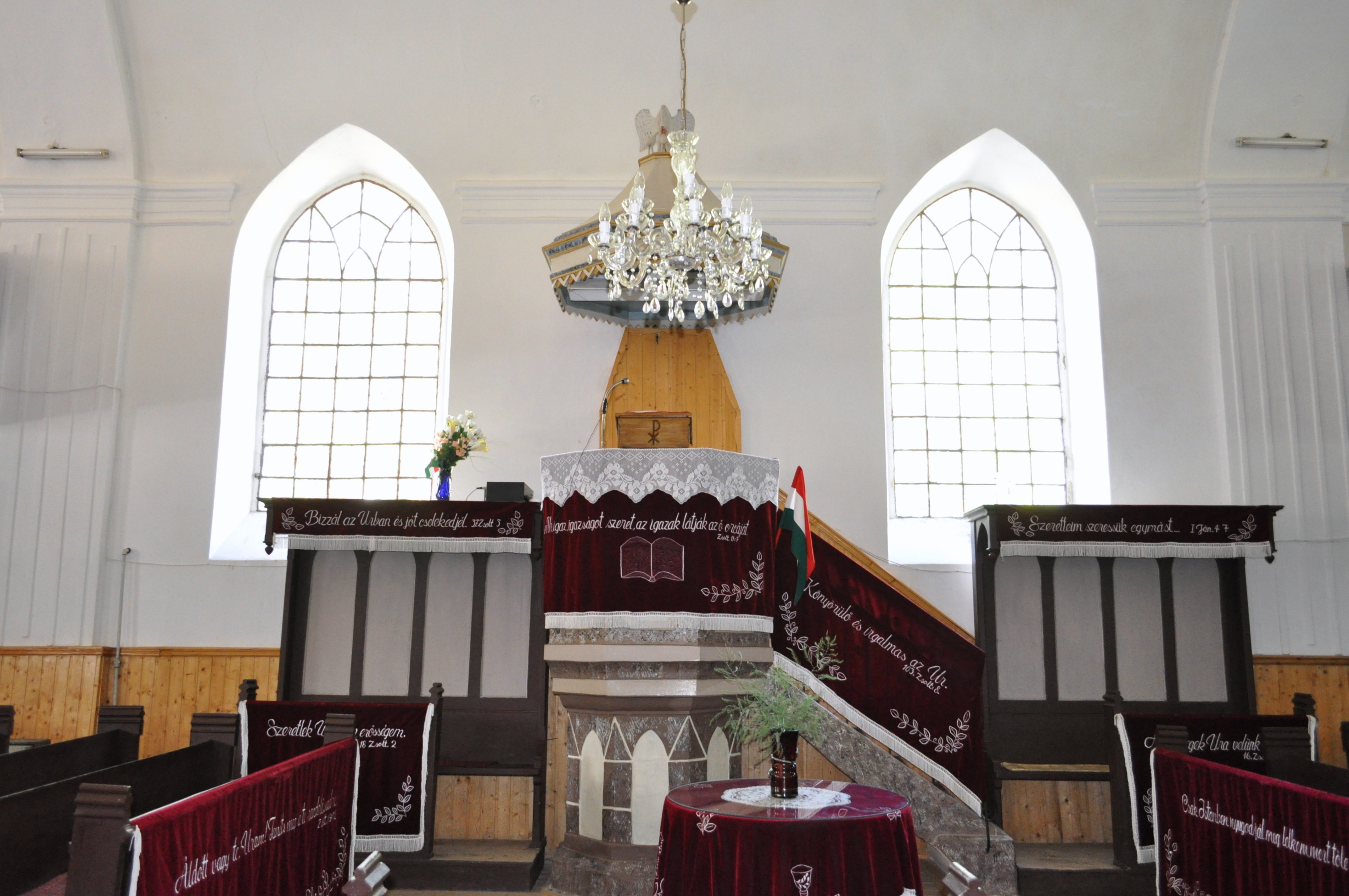
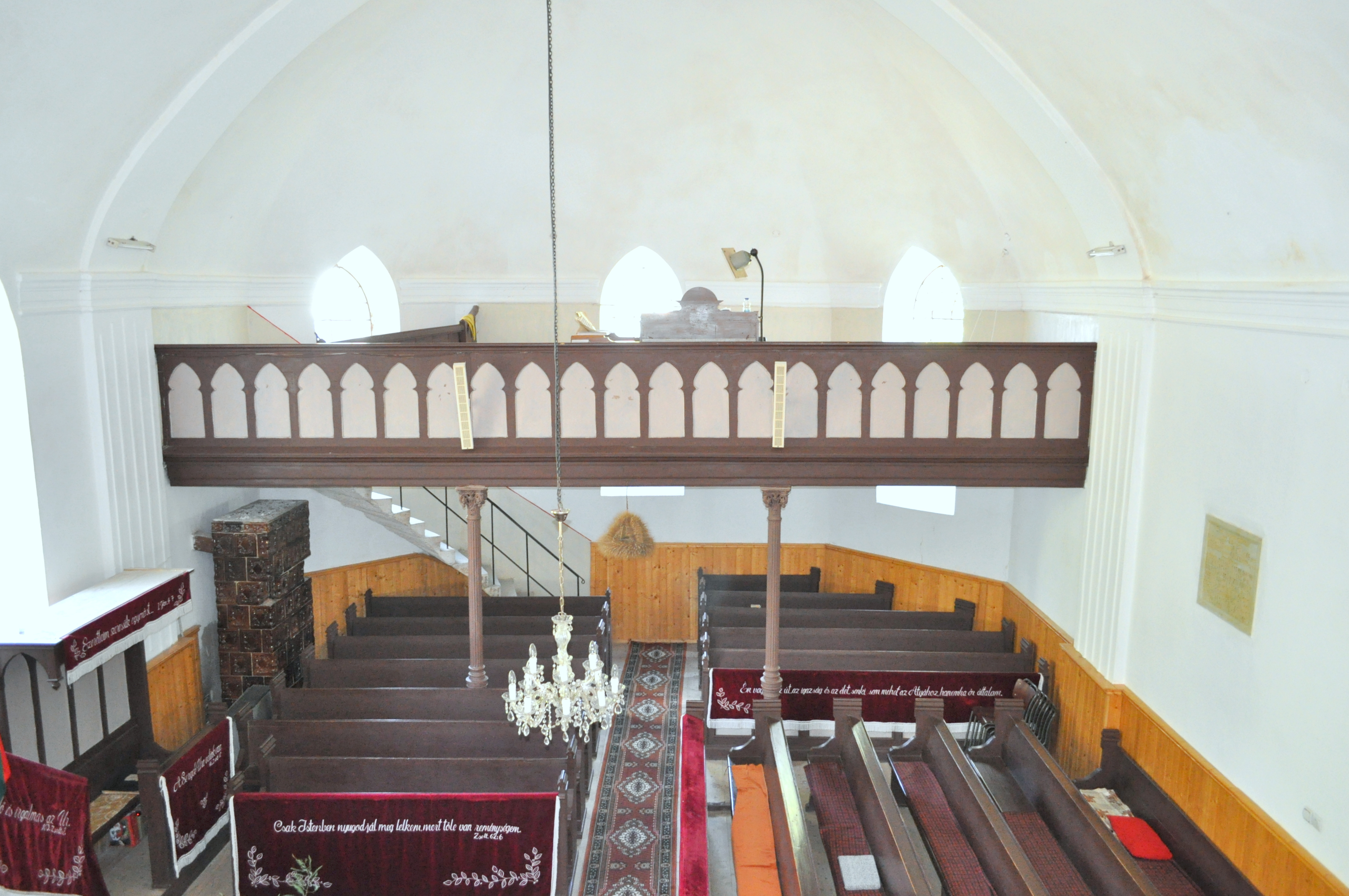